# Primera ronda de la Clasificación de AFC para la Copa Mundial de Fútbol de 2006
La Primera ronda de la Clasificación de AFC para la Copa Mundial de Fútbol de 2006 se llevó a cabo entre los meses de noviembre y diciembre de 2003 y contó con la participación de las 14 selecciones de la AFC peor ubicadas del Ránkin de la FIFA.
Las selecciones fueron emparejadas en siete llaves de eliminación directa donde los vencedores avanzan a la segunda ronda, además del mejor perdedor luego de que Nepal y Guam (quienes debián enfrentarse entre sí) abandonaran la eliminatoria antes de su inicio.

## Resultados
| Equipo 1     | Agr. | Equipo 2   | Ida  | Vuelta |
| ------------ | ---- | ---------- | ---- | ------ |
| Turkmenistán | 13–0 | Afganistán | 11–0 | 2–0    |
| China Taipéi | 6–1  | Macao      | 3–0  | 3–1    |
| Bangladés    | 0–4  | Tayikistán | 0–2  | 0–2    |
| Laos         | 0–3  | Sri Lanka  | 0–0  | 0–3    |
| Pakistán     | 0–6  | Kirguistán | 0–2  | 0–4    |
| Mongolia     | 0–13 | Maldivas   | 0–1  | 0–12   |

## Partidos
| 19 de noviembre de 2003 | Turkmenistán                                                                                         | 11–0    | Afganistán | Olympic Stadium, Asjabad, Turkmenistán                    |                                                           |
|                         | Öwekow 6' 35' · Kulyýew 8' 22' 81' · Baýramow 27' · Berdiýew 42' · Agabaýew 49' 65' 67' · Urazow 90' | Reporte |            | Asistencia: 12 000 espectadores Árbitro(s): Busurmankulov | Asistencia: 12 000 espectadores Árbitro(s): Busurmankulov |

| 23 de noviembre de 2003 | Afganistán | 0–2     | Turkmenistán    | National Stadium, Kabul, Afganistán            |                                                |
|                         |            | Reporte | Kulyýew 85' 91' | Asistencia: 6000 espectadores Árbitro(s): Khan | Asistencia: 6000 espectadores Árbitro(s): Khan |

| 23 de noviembre de 2003 | China Taipéi                                              | 3–0     | Macao | Chungshan Soccer Stadium, Taipéi, China Taipéi       |                                                      |
|                         | Chuang Yao-tsung 23' · Chen Jui-te 52' · Chang Wu-yeh 57' | Reporte |       | Asistencia: 2000 espectadores Árbitro(s): Napitupulu | Asistencia: 2000 espectadores Árbitro(s): Napitupulu |

| 29 de noviembre de 2003 | Macao           | 1–3     | China Taipéi                             | Estadio Campo Desportivo, Macao |                              |
|                         | Fu Weng Lei 87' | Reporte | Chen Jui-te 14' 69' · Chiang Shih-lu 66' | Asistencia: 250 espectadores    | Asistencia: 250 espectadores |

| 26 de noviembre de 2003 | Bangladés | 0–2     | Tayikistán                 | Sher-e-Bangla Cricket Stadium, Dhaka, Bangladés       |                                                       |
|                         |           | Reporte | Hamidov 11' · Khakimov 51' | Asistencia: 6000 espectadores Árbitro(s): Khanthachai | Asistencia: 6000 espectadores Árbitro(s): Khanthachai |

| 30 de noviembre de 2003 | Tayikistán                 | 2–0     | Bangladés | Pamir Stadium, Dushanbe, Tayikistán                 |                                                     |
|                         | Kholmatov 15' · Rabiev 83' | Reporte |           | Asistencia: 12 000 espectadores Árbitro(s): Pereira | Asistencia: 12 000 espectadores Árbitro(s): Pereira |

| 29 de noviembre de 2003 | Laos | 0–0     | Sri Lanka | Laos National Stadium, Vientian, Laos                   |                                                         |
|                         |      | Reporte |           | Asistencia: 4500 espectadores Árbitro(s): Luong The Tai | Asistencia: 4500 espectadores Árbitro(s): Luong The Tai |

| 3 de diciembre de 2003 | Sri Lanka                                 | 3–0     | Laos | Sugathadasa Stadium, Colombo, Sri Lanka          |                                                  |
|                        | Ediri 35' · Jayasuriya 59' · Hameed 90+3' | Reporte |      | Asistencia: 6000 espectadores Árbitro(s): Saleem | Asistencia: 6000 espectadores Árbitro(s): Saleem |

| 29 de noviembre de 2003 | Pakistán | 0–2     | Kirguistán                   | National Stadium, Karachi, Pakistán               |                                                   |
|                         |          | Reporte | Boldygin 36' · Chikishev 59' | Asistencia: 10 000 espectadores Árbitro(s): Nesar | Asistencia: 10 000 espectadores Árbitro(s): Nesar |

| 3 de diciembre de 2003 | Kirguistán                                                | 4–0     | Pakistán | Spartak Stadium, Biskek, Kirguistán                 |                                                     |
|                        | Chikishev 18' · Chertkov 28' · Boldygin 67' · Krasnov 92' | Reporte |          | Asistencia: 12 000 espectadores Árbitro(s): Mamedov | Asistencia: 12 000 espectadores Árbitro(s): Mamedov |

| 29 de noviembre de 2003 | Mongolia | 0–1     | Maldivas  | National Sports Stadium, Ulan Bator, Mongolia           |                                                         |
|                         |          | Reporte | Nizam 24' | Asistencia: 2000 espectadores Árbitro(s): Yang Zhiqiang | Asistencia: 2000 espectadores Árbitro(s): Yang Zhiqiang |

| 3 de diciembre de 2003 | Maldivas | 12–0    | Mongolia | Rasmee Dhandu Stadium, Malé, Maldivas                |                                                      |
|                        | Ashfaq 4' 61' 63' 68' · Nizam 42' · Fazeel 45+1' 45+4' · Ghani 65' · Thoriq 74' 78' · Battulga 75' (a.g.) · Nazeeh 80' | Reporte |          | Asistencia: 9000 espectadores Árbitro(s): Arambekade | Asistencia: 9000 espectadores Árbitro(s): Arambekade |

## Mejor Perdedor
Nepal y Guam debían de enfrentarse entre sí en otra llave eliminatoria. pero Nepal abandonó primero, por lo que Guam había clasificado, pero más tarde abandonaron la eliminatoria. Por lo tanto, FIFA decidió elegir a un "lucky loser", buscando al equipo que perdió con menor resultado para clasificar a la segunda ronda. Los que perdieron se decidieron por los siguientes criterios de desempate: a) Puntos; b) Gol diferencia; c) Goles anotados.
| País       | J | G | E | P | GF | GC | GD  | Pts |
| ---------- | - | - | - | - | -- | -- | --- | --- |
| Laos       | 2 | 0 | 1 | 1 | 0  | 3  | −3  | 1   |
| Bangladés  | 2 | 0 | 0 | 2 | 0  | 4  | −4  | 0   |
| Macao      | 2 | 0 | 0 | 2 | 1  | 6  | −5  | 0   |
| Pakistán   | 2 | 0 | 0 | 2 | 0  | 6  | −6  | 0   |
| Afganistán | 2 | 0 | 0 | 2 | 0  | 13 | −13 | 0   |
| Mongolia   | 2 | 0 | 0 | 2 | 0  | 13 | −13 | 0   |

Por eso, Laos avanzó a la segunda ronda.